# Les Gars du large
Pour plus de détails, voir Fiche technique et Distribution.
Les Gars du large (Spawn of the North) est un film américain réalisé par Henry Hathaway, sorti en 1938.

## Synopsis
Deux pêcheurs de l'Alaska, Tyler Dawson et Jim Kimmerlee, se connaissent et pêchent ensemble depuis toujours sur deux bateaux differents. Tyler ayant contracté une grosse dette est amené à collaborer avec des voleurs de saumon. Jim refuse de le croire jusqu’au jour où il prend son ami d’enfance sur le fait. Les événements prendront alors une tournure dramatique.

## Fiche technique
- Titre original : Spawn of the North
- Titre français : Les Gars du large
- Réalisation : Henry Hathaway
- Scénario : Jules Furthman et Talbot Jennings (non crédité) d'après le roman Spawn of the North de Florence Barrett Willoughby
- Direction artistique : Roland Anderson et Hans Dreier
- Décors : A. E. Freudeman
- Costumes : Edith Head
- Photographie : Charles Lang
- Effets spéciaux : Farciot Edouart et Gordon Jennings, assistés notamment de Loyal Griggs (non crédité) et Devereaux Jennings (non crédité)
- Son : Harry Mills, Walter Oberst
- Montage : Ellsworth Hoagland
- Directeur musical : Boris Morros
- Musique : Dimitri Tiomkin
- Musique additionnelle (non crédités) : Gerard Carbonara, W. Franke Harling, John Leipold et Milan Roder
- Producteur : Albert Lewin
- Société de production : Paramount Pictures
- Société de distribution : Paramount Pictures
- Pays d'origine :  États-Unis
- Langue : anglais
- Format : noir et blanc - Son : Mono (Western Electric Mirrophonic Recording)
- Genre : aventure
- Durée : 110 minutes
- Date de sortie :
  - États-Unis : 26 août 1938

## Distribution
- George Raft : Tyler Dawson
- Henry Fonda : Jim Kimmerlee
- Dorothy Lamour : Nicky Duval
- Akim Tamiroff : Red Skain
- John Barrymore (VF : Robert Boss) : Windy Turlon
- Louise Platt : Dian 'Di' Turlon
- Fuzzy Knight : Lefty Jones
- Vladimir Sokoloff : Dimitri
- Duncan Renaldo : Ivan
- John Ray : Dr. Sparks
- Le phoque Slicker
- Adia Kuznetzoff : Vashia (non crédité)
- Frank Puglia (non crédité) : un équipier de Red